# Rețea neregulată de triunghiuri

Rețea neregulată de triunghiuri

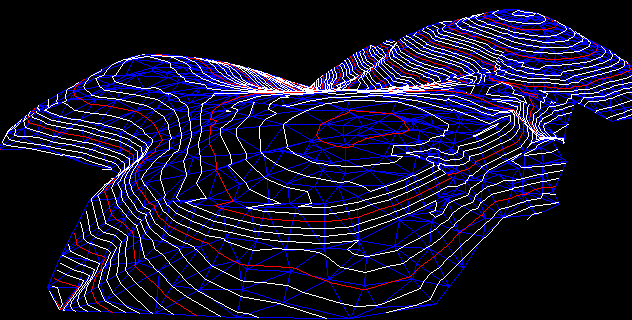
TIN suprapus cu linii de contur

O rețea neregulată de triunghiuri (în engleză triangulated irregular network — TIN, dar se întâlnește și triangular irregular network) este o reprezentare a unei suprafețe continue constând în întregime din fațete triunghiulare, utilizată în principal ca rețea globală discretă în modelarea primară a elevației.
Vârfurile acestor triunghiuri sunt create de la înălțimi punctului înregistrate pe teren printr-o varietate de mijloace, inclusiv supravegherea prin sistemul de poziționare global convențional în timp real cinematic (GPS RTK), fotogrametrie sau alte mijloace. Asociate cu date tridimensionale (x, y și z) și topografie, TIN-urile sunt utile pentru descrierea și analiza distribuțiilor și relațiilor generale orizontale (x și y).
Structurile de date digitale TIN sunt utilizate într-o varietate de aplicații, inclusiv sisteme de informații geografice (GIS) și proiectare asistată de computer (CAD) pentru reprezentarea vizuală a unei suprafețe topografice. Un TIN este o reprezentare pe bază de vector a suprafeței fizice terestre sau a fundului mării, alcătuită din noduri și linii distribuite neregulat cu coordonate tridimensionale (x, y și z) care sunt dispuse într-o rețea de triunghiuri care nu se suprapun.
Un TIN cuprinde o rețea triunghiulară de vârfuri, cunoscută sub numele de puncte de masă, cu coordonate asociate în trei dimensiuni conectate prin margini pentru a forma o teselare triunghiulară. Vizualizările tridimensionale sunt create cu ușurință prin redarea fațetelor triunghiulare. În regiunile în care există o variație mică a înălțimii suprafeței, punctele pot fi distanțate pe scară largă, în timp ce în zonele cu variații mai intense ale înălțimii densitatea punctelor este crescută.
Un TIN utilizat pentru a reprezenta terenul este adesea numit model digital de înălțime (DEM), care poate fi utilizat în continuare pentru a produce modele digitale de suprafață (DSM) sau modele digitale de teren (DTM). Un avantaj al utilizării unui TIN față de un model de elevare digitală rasterizat (DEM) în cartografiere și analiză este că punctele unui TIN sunt distribuite variabil pe baza unui algoritm care determină care puncte sunt cele mai necesare pentru a crea o reprezentare exactă a terenului. Prin urmare, introducerea datelor este flexibilă și trebuie stocate mai puține puncte decât într-un DEM raster, cu puncte distribuite în mod regulat. În timp ce un TIN poate fi considerat mai puțin potrivit decât un DEM raster pentru anumite tipuri de aplicații GIS, cum ar fi analiza pantei și aspectului unei suprafețe, este adesea utilizat în CAD pentru a crea linii de contur. Un DTM și DSM pot fi formate dintr-un DEM. Un DEM poate fi interpolat dintr-un TIN.
TIN se bazează pe o triangulare Delaunay sau Delaunay constrânsă. Triangulările conforme Delaunay sunt recomandate față de triangulările constrânse. Acest lucru se datorează faptului că TIN-urile rezultate conțin probabil mai puține triunghiuri lungi și subțiri, care nu sunt de dorit pentru analiza suprafeței. În plus, interpolarea naturală a vecinilor și generarea poligonului Thiessen (Voronoi) pot fi realizate numai pe triangulări conforme Delaunay. O triangulare Delaunay constrânsă poate fi luată în considerare atunci când trebuie definite în mod explicit anumite muchii care sunt garantate să nu fie modificate (adică împărțite în muchii multiple) de către triangulator. Triangulările Delaunay constrânse sunt, de asemenea, utile pentru minimizarea dimensiunii unei TIN, deoarece au mai puține noduri și triunghiuri în care liniile de rupere nu sunt densificate.
Modelul TIN a fost dezvoltat la începutul anilor 1970 ca o modalitate simplă de a construi o suprafață dintr-un set de puncte distanțate neregulat. Primul program de rețea neregulată de triunghiuri pentru GIS a fost scris de W. Randolph Franklin, sub îndrumarea lui David Douglas și Thomas Peucker (Poiker), la Universitatea Simon Fraser în 1973.

## Formate de fișiere
Există o varietate de diferite formate de fișiere pentru salvarea informațiilor TIN, inclusiv Esri TIN, împreună cu altele precum AquaVeo și ICEM CFD.